# Diocese de Anápolis

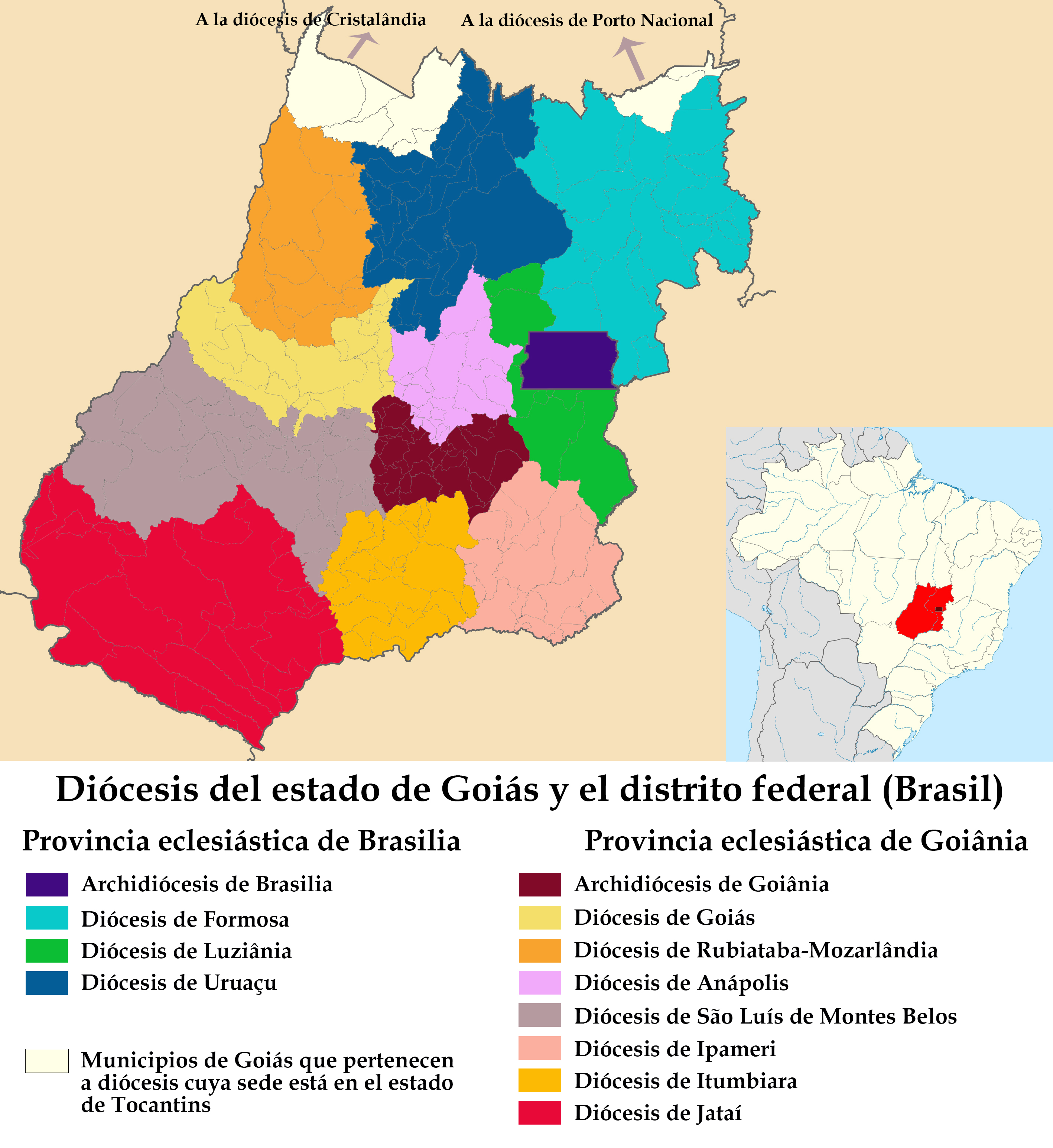
Províncias eclesiásticas da regional CNBB Centro-Oeste.

A Diocese de Anápolis (Dioecesis Anapolitanus) é uma circunscrição eclesiástica da Igreja Católica no Brasil, erigida em 1966. Pertence ao Conselho Episcopal Regional Centro-Oeste da Conferência Nacional dos Bispos do Brasil. Sua sé episcopal está na Catedral Bom Jesus, na cidade de Anápolis, em Goiás.

## Bispos
| #               | Nome                            | Período      | Notas                                |
| --------------- | ------------------------------- | ------------ | ------------------------------------ |
| 3°              | João Casimiro Wilk, O.F.M.Conv. | 2004 - atual |                                      |
| 2º              | Manoel Pestana Filho            | 1978 - 2004  | Renunciou por idade                  |
| 1º              | Epaminondas José de Araújo      | 1966 - 1978  | Nomeado Bispo de Palmeira dos Índios |
| Bispo coadjutor |                                 |              |                                      |
|                 | Waldemar Passini Dalbello       | 2025-        | Atual                                |
| Bispo-auxiliar  |                                 |              |                                      |
|                 | Dilmo Franco de Campos          | 2019 - 2024  | Faleceu em 01 de agosto de 2024.     |

## Território

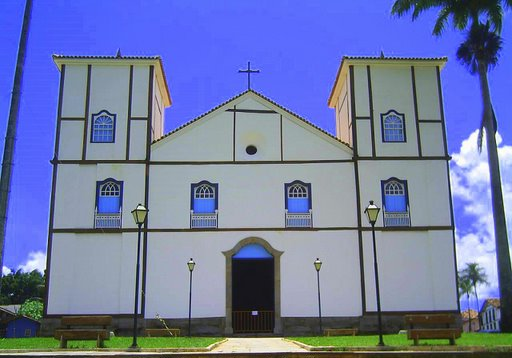
Construída em 1728 a Igreja do Rosário foi elevada a Matriz de Pirenópolis em 1736, e é considerado o templo mais antiga do estado.

A diocese localiza-se na região Centro-Oeste de Goiás e abrange 19 municípios, divididos em quatro regiões pastorais sendo:
- Anápolis Sul (região 1),
- Anápolis Norte (região 2),
- Anápolis Oeste (região 3),
- Anápolis Leste (região 4)

Limitando ao leste com a diocese de Luziânia, ao sul com a Arquidiocese de Goiânia, ao oeste com a diocese de Goiás, ao norte com a diocese de Uruaçu. É situada entre as cidades de Brasília-DF e Goiânia-GO. Faz parte da Província Eclesiástica de Goiânia e da Regional Centro-Oeste (CO) da CNBB. Em 2015 sua população era de aproximadamente 525 mil habitantes (dos quais 73.7% eram católicos) numa área de 14.227 km².
Municípios que pertencem à diocese:
- Anápolis (sede)
- Jaraguá (Goiás)
- Alexânia
- Pirenópolis
- Abadiânia
- Campo Limpo de Goiás
- Cocalzinho de Goiás
- Corumbá de Goiás
- Damolândia
- Goianápolis
- Jesúpolis
- Nerópolis
- Nova Veneza
- Ouro Verde de Goiás
- Petrolina de Goiás
- Santa Rosa de Goiás
- São Francisco de Goiás
- Teresópolis de Goiás
- Vila Propício

## Paróquias

### Região Pastoral 1 (Anápolis Sul)
- Anápolis - Capelania Militar Nossa Senhora de Loreto
- Anápolis - Paróquia Catedral Bom Jesus
- Anápolis - Paróquia Nossa Senhora D'Abadia
- Anápolis - Paróquia Nossa Senhora das Graças
- Anápolis - Paróquia Nossa Senhora de Lourdes
- Anápolis - Paróquia Nossa Senhora do Carmo
- Anápolis - Paróquia Nossa Senhora Rosa Mística
- Anápolis - Paróquia Sagrada Família
- Anápolis - Paróquia Sagrado Coração de Jesus
- Anápolis - Paróquia Sant'Ana
- Anápolis - Paróquia São Francisco de Assis
- Anápolis - Paróquia São João Batista
- Anápolis - Paróquia São João Evangelista
- Anápolis - Paróquia São Joaquim
- Anápolis - Paróquia São Judas Tadeu
- Anápolis - Paróquia São Mateus
- Anápolis - Paróquia São Pedro Apóstolo
- Anápolis - Paróquia São Sebastião
- Campo Limpo de Goiás - Paróquia Santa Terezinha do Menino Jesus
- Goianápolis - Paróquia Nossa Senhora Aparecida
- Terezópolis - Paróquia Santa Terezinha do Menino Jesus

### Região Pastoral 2 (Anápolis Norte)
- Anápolis - Capelania da Saúde São Camilo de Lellis
- Anápolis - Capelania Universitária Santa Clara
- Anápolis - Paróquia Divino Pai Eterno
- Anápolis - Paróquia Nossa Senhora Aparecida
- Anápolis - Paróquia Nossa Senhora de Fátima
- Anápolis - Paróquia Santa Clara
- Anápolis - Paróquia Santa Rita de Cássia
- Anápolis - Paróquia Santa Terezinha do Menino Jesus
- Anápolis - Paróquia Santíssima Trindade
- Anápolis - Paróquia Santo Antônio de Santana Galvão
- Anápolis - Paróquia Santuário Santo Antônio
- Anápolis - Paróquia São Cristóvão
- Anápolis - Paróquia São José Operário
- Anápolis - Paróquia São Pedro e São Paulo
- Anápolis - Região Pastoral Jesus Bom Pastor
- Anápolis - Seminário Maior Diocesano Imaculado Coração de Maria
- Anápolis - Seminário Propedêutico São José
- Interlândia - Paróquia São Sebastião
- Souzânia - Paróquia Nossa Senhora D'Abadia
- Anápolis - Capelania da Saúde São Camilo de Lellis
- Anápolis - Capelania Militar Nossa Senhora de Loreto
- Anápolis - Capelania Universitária Santa Clara
- Anápolis - Paróquia Catedral Bom Jesus
- Anápolis - Paróquia Divino Pai Eterno
- Anápolis - Paróquia Nossa Senhora Aparecida
- Anápolis - Paróquia Nossa Senhora D'Abadia
- Anápolis - Paróquia Nossa Senhora das Graças
- Anápolis - Paróquia Nossa Senhora de Fátima
- Anápolis - Paróquia Nossa Senhora de Lourdes
- Anápolis - Paróquia Nossa Senhora do Carmo
- Anápolis - Paróquia Nossa Senhora Rosa Mística
- Anápolis - Paróquia Sagrada Família
- Anápolis - Paróquia Sagrado Coração de Jesus
- Anápolis - Paróquia Sant'Ana
- Anápolis - Paróquia Santa Clara
- Anápolis - Paróquia Santa Rita de Cássia
- Anápolis - Paróquia Santa Terezinha do Menino Jesus
- Anápolis - Paróquia Santíssima Trindade
- Anápolis - Paróquia Santo Antônio de Santana Galvão
- Anápolis - Paróquia Santuário Santo Antônio
- Anápolis - Paróquia São Cristóvão
- Anápolis - Paróquia São Francisco de Assis
- Anápolis - Paróquia São João Batista
- Anápolis - Paróquia São João Evangelista
- Anápolis - Paróquia São Joaquim
- Anápolis - Paróquia São José Operário
- Anápolis - Paróquia São Judas Tadeu
- Anápolis - Paróquia São Mateus
- Anápolis - Paróquia São Pedro Apóstolo
- Anápolis - Paróquia São Pedro e São Paulo
- Anápolis - Paróquia São Sebastião
- Anápolis - Região Pastoral Jesus Bom Pastor
- Anápolis - Seminário Maior Diocesano Imaculado Coração de Maria
- Anápolis - Seminário Propedêutico São José

### Região Pastoral 3 (Região Leste)
- Abadiânia - Paróquia São Pedro e São Paulo
- Alexânia - Paróquia Imaculado Coração de Maria
- Cocalzinho de Goiás - Paróquia Santo Antônio
- Corumbá de Goiás - Paróquia Nossa Senhora da Penha de França
- Girassol, Mun. de Cocalzinho - GO - Paróquia Nossa Senhora do Livramento
- Olhos D'Água - Paróquia Santo Antônio
- Pirenópolis - Paróquia Nossa Senhora do Rosário
- Pirenópolis -  Paróquia Santa Bárbara
- Posse D' Abadia - Paróquia Santuário Nossa Senhora D' Abadia
- Vila Propício - Paróquia Santo Antônio

### Região Pastoral 4 (Região Oeste)
- Damolândia - Paróquia Santo Antônio
- Jaraguá - Paróquia Nossa Senhora da Penha
- Jaraguá - Paróquia Santa Edwiges
- Jaraguá - Paróquia São José
- Jaranápolis - Paróquia Imac. C. de Maria e São Judas Tadeu
- Jesúpolis - Paróquia Bom Jesus
- Nerópolis - Paróquia Imaculado Coração de Maria
- Nerópolis - Paróquia São Benedito
- Nova Veneza - Paróquia Nossa Senhora do Carmo
- Ouro Verde de Goiás - Paróquia São Sebastião
- Petrolina de Goiás - Paróquia Santa Maria Eterna
- Santa Rosa de Goiás - Paróquia Nossa Senhora D'Abadia
- São Francisco de Goiás - Paróquia São Francisco de Assis